# Archimedes (moteur-fusée)
Pour les articles homonymes, voir Archimède (homonymie).
Archimedes (en anglais « Archimède ») est un moteur-fusée brûlant de l'oxygène liquide et du méthane liquide dans un cycle à combustion étagée riche en oxydant,. Il est conçu par la société Rocket Lab pour sa fusée Neutron.

## Développement
Archimedes a été présenté le 2 décembre 2021 dans une retransmission par le PDG de Rocket Lab, Peter Beck.  Il a été présenté comme entièrement réutilisable, brulant de l'oxygène et du méthane liquide avec un cycle générateur de gaz. Ces choix diffèrent du précédent moteur de la société, le Rutherford, qui est alimenté en kérosène par une pompe électrique. Il a déclaré qu'il avait une poussée de 1 MN (100 t) et 320 secondes d'impulsion spécifique. Le même jour, la page Neutron sur le site Web de Rocket Lab a été mise à jour spécifiant la poussée des sept Archimedes utilisés sur le premier étage comme 5 960 kN au niveau de la mer et une poussée maximale de 7 530 kN et l'Archimedes optimisé pour le vide unique de l'étage supérieur à 1 110 kN. Il devrait avoir son premier test de mise à feu en 2022. Dans une interview publiée sur le site Web de CNBC, M. Beck a déclaré qu'Archimedes serait fabriqué en Nouvelle-Zélande et que sa conception très simple avait « tout ce que vous voudriez lorsque vous devez construire un moteur qui peut être réutilisé maintes et maintes fois ».
En septembre 2022, Rocket Lab présente à leurs investisseurs les avancées du développement. Le cycle générateur de gaz a été remplacé par un cycle à combustion étagée riche en oxydant. Ce changement a été conduit afin d'atteindre les performances souhaités sur les plages de poussée essentielle pour l'atterisage du 1er étage de la Neutron et l'impulsion spécifique nécessaire aux performances du second étage. Les poussées sont désormais annoncées à 764 kN pour la version atmosphérique et 890 kN pour le second étage. L'impulsion spécifique est moyenne pour un moteur au méthane : entre 329 s et 367 s. Il s'agit d'un choix d'ingénierie assumé car la société veut que ce moteur soit hautement réutilisable. La robustesse est donc un critère plus important qu'à l'accoutumé.
Le moteur sera testé sur le banc d'essai A3 au Stennis Space Centre de la NASA dans le Mississippi, dont Rocket Lab a obtenu l'usage exclusif pour 10 ans avec option pour 10 ans supplémentaires.